# Fédération mexicaine de rugby à XV
La Fédération mexicaine de rugby à XV est l'instance qui régit l'organisation du rugby à XV au Mexique.
Le rôle de cette fédération nationale est successivement rempli par deux organismes distincts : la Unión Mexicana de Rugby puis la Federación Mexicana de Rugby.

## Historique

### De 1973 à 2003
Le rugby fait ses premiers pas au Mexique dans les années 1930, importé par des travailleurs anglais des sociétés pétrolières implantées localement ; il disparaît avec l'expropriation de ces dernières du sol mexicain,.
En 1971, le britannique Walter B. Irvine réimporte la pratique du sport ovale au Mexique, œuvrant pour la création d'une section rugby au sein du Reforma Athletic Club (en), club omnisports de la capitale. Il fonde en 1973 la Unión Mexicana de Rugby Athletic Club afin de structurer le développement du rugby mexicain,. Un championnat national de rugby à XV est ainsi organisé depuis.
En 1997, elle est radiée de la Fédération internationale de rugby amateur dont elle était membre, deux ans avant que cette dernière ne réduise son périmètre d'action au continent européen.

### Depuis 2003
En octobre 2003, sous l'impulsion du président de la fédération d'alors, Miguel Carner, la Federación Mexicana de Rugby est créée pour prendre le relais de la Unión Mexicana de Rugby, afin de se conformer aux statuts juridiques mexicains, régis par la Confederación Deportiva Mexicana (es) ; elle est alors officiellement reconnue en tant que fédération nationale de rugby. Elle intègre en tant que membre associé l'International Rugby Board, organisme international du rugby, dès le mois suivant. Elle est également membre de la North America Caribbean Rugby Association, organisme nord-américain et caribéen du rugby,.
En 2006, elle acquiert le statut de membre à part entière auprès de l'IRB,.
Alors que le rugby à sept s'apprête à devenir un sport olympique, la Fédération mexicaine de rugby intègre officiellement la Confédération mexicaine des sports, la Commission nationale des sports (es), ainsi que le Comité olympique mexicain,, sur la période allant de 2004 à 2008.

## Identité visuelle

Évolution du logo
Logo institutionnel.
Logo alternatif.

## Infrastructures
Le rugby mexicain est organisé autour de zones régionales : Nord-Ouest, Ouest, Nord-Est, Sud-Est, Bajío, Centre et Pacifique.

## Présidents
Les personnes suivantes se succèdent au poste de président de la fédération :
- 1973-1978 : Walter B. Irvine
- 1978-1984 : Andrés Irvine
- 1984-1984 : Armando Rosete
- 1987-1988 : Raúl Monroy
- 1988-1995 : Pierre Gisquet
- 1995-1996 : Armando Rosete
- 1996-1997 : Pierre Gisquet
- 1997-1998 : Carlos Gerhard
- 1998-2000 : Ricardo Ganem
- 2000-2011 : Miguel Carner
- 2011-2020 : Francisco Echeguren
- depuis 2020 : Ernesto Sainz